# トランクス

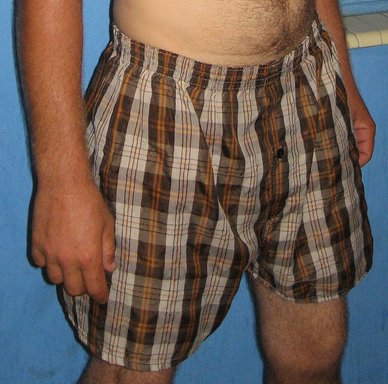
トランクス

トランクス (trunks) は、男性下着の一種。
本来はタイトな半ズボンを意味したが、現在の英語でトランクスと呼ばれるものは、短めのボクサーブリーフのような下着や水着である。日本でトランクスと呼ばれる下着は、通常「boxer shorts」「boxers」と呼ばれる。
日本語では主に下着を意味するが、水着（ハーフパンツの丈）やスポーツ着（ボクシング用など）について使われることもある。

## 歴史

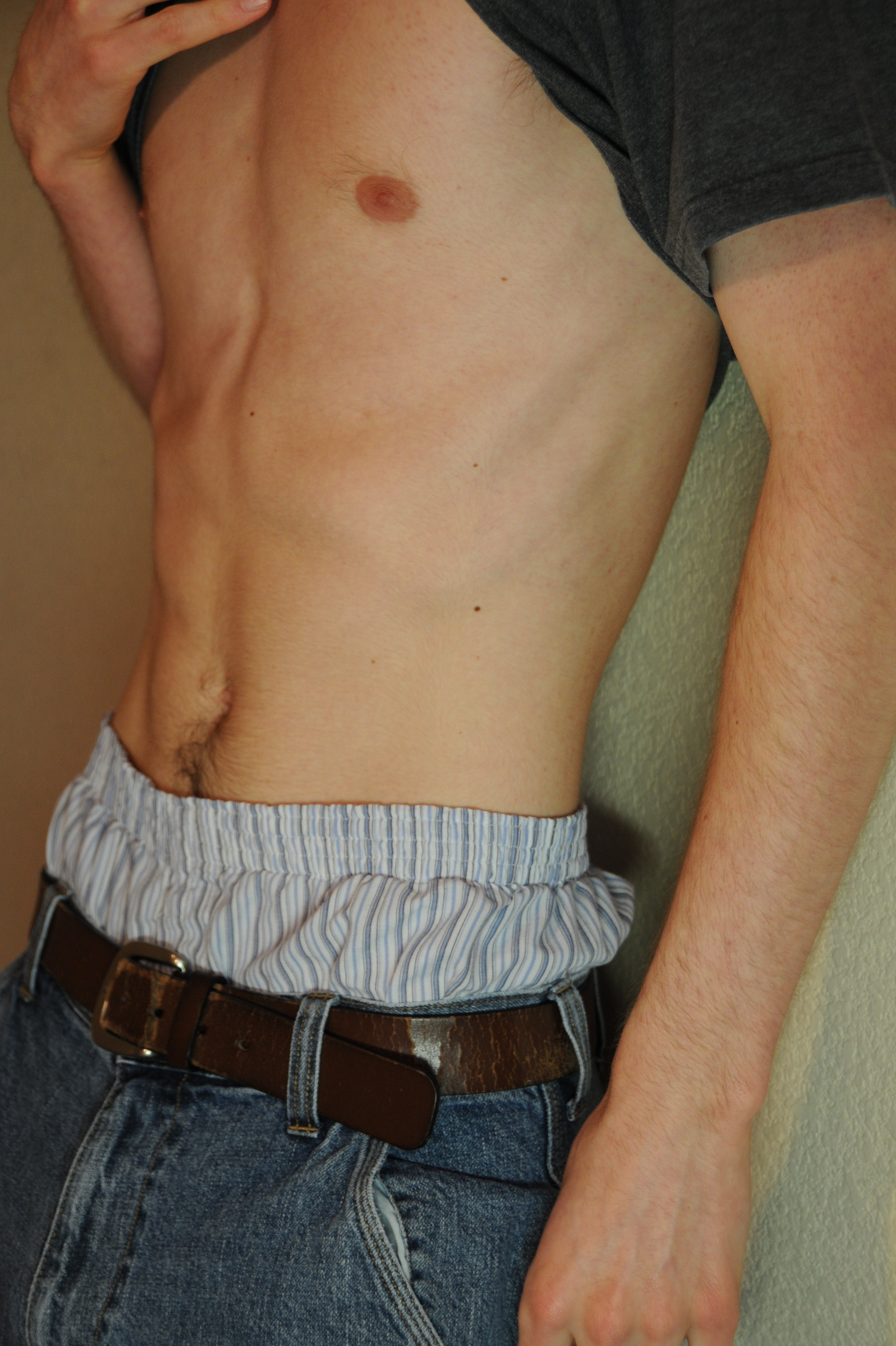
腰パン

1910年に全身を覆う当時の下着ユニオンスーツから上下に分離され、第一次世界大戦（1914年）頃にショートパンツ化したものが原型である。
1925年にエバーラスト社の創設者であるJacob Golombが、ボクシング用ユニフォームの腰回り部分にこれまでの皮紐からゴムを導入したことで、男性用下着にも応用されるようになり、現在のトランクスの基本形となった。
1935年にアメリカ合衆国でブリーフが出現し、その爆発的人気で陰に隠れた形になったことや、第二次世界大戦の開戦でゴムが戦略物資に指定され軍用での下着として生産が優先されたことから、アメリカ国内では再び紐やボタンの形状となった。また、物資不足が生地にまでおよび、古着が転用されて色物や柄物の下着が登場する要因となった。戦後に戦略物資指定解除となったゴムが再び用いられ、保守的な大人の下着として息を吹き返したが、若者の間で人気となったブリーフに押されていた。
1984年にリーバイス社が、ジーンズ「リーバイス501」のテレビコマーシャルを放送する際、ブリーフ姿を露出することが禁止されていたため、モデルがジーンズを脱ぐ場面でトランクスを使用し世界的な脚光を浴びた。この時期、ブリーフの着用が幼年層から老年層まで満遍なく浸透し、下着を自分で選ぶ購買力を持った青年層が他の世代とは違う個性を求めたこと、ブリーフのデザインが過激化して前開きのない窮屈なビキニブリーフまで行き着きリラックスした下着が求められたこと、ズボンを穿いたとき尻に下着の線が浮き出ないこと、定番であった白い下着のカラー化や柄物化を社会が容認するようになったこと、下着然として見えにくく着替えなど他人の前で露出する際に羞恥心が低下し部屋着としても使用できることから、画一化したブリーフとの差異化を進める上で世界的に普及し始める環境が整った。
1990年代に入り、「動きやすい」「軽い」「睾丸が窮屈にならない」などの理由で着用者が増加した。また、ヒップホップ系ファッションがトレンドとなり、大き目のジーンズやハーフパンツをずり下げて穿き、下着を露出させるスタイル（腰パン）の流行も人気に拍車をかけた。このような傾向から人に「見せる下着」としての意識が一時的に広まり、人気の成熟期を迎えた。
1990年代前半は男性器が発達し始める思春期以降に着用されることが多かったが、1990年代後半から幼児用サイズも販売され着用者が低年齢化した。
1992年、カルバン・クラインがボクサーブリーフを発表し注目が集まった。トランクスの着用が幅広い年齢層に拡大したことにより、他の世代との差別化を求める流行に敏感な青年層を中心にボクサーブリーフが普及した。21世紀に入ると少年から青年が着用する主な下着はボクサーブリーフへと変遷し、現在は幅広い年代に普及した。材質はブロード・織物などの布地を使用している。

## 日本における普及
日本では大正期頃にメリヤス地の猿股が登場し、その後は材質がキャラコ地で腰回りを紐で調整するトランクスの原型が若者の間で普及した。昭和に入ると、徴兵により軍隊から支給され使用を義務付けられた越中褌が成人男性の下着となった。戦後、大半は従来の猿股や紐からゴムに変わったトランクスを着用していたが、若年層を中心に爆発的な人気となったブリーフの登場で、猿股やトランクスを着用する若者は激減した。一方、保守的な世代の着用が維持された猿股やトランクスは、中高年の下着と位置づけられるようになった。
1970年代中頃よりマイナースポーツであったサーフィンが流行し、1978年にデビューしたサザンオールスターズの曲がヒットしたことで神奈川県湘南地区の文化が全国に広がり、サーフィンをする若者の間でトランクスの着用者が増え始めた。サーフィンの適地となる海岸は遊泳禁止地区が多く、脱衣所も整備されていなかったことから浜辺や駐車場など人前での着替えを余儀なくされ、下着として見えにくいトランクスを選択するようになったためである。また、思春期の男子が悩まされていた皮膚病（インキン）防止にトランクスが良いとの風評も人気を後押しした。

## 構造
色、柄を採用したものが多く、皮脂・汗などによる汚れが目立ちにくい。発売当初は無地やストライプ柄が主流であったが、普及するに連れてチェック柄、キャラクター柄、プリント柄、先染め柄、模様柄など多様化した。スタイルは総柄とパネル柄に分けられる。基本的に、総柄が多く、プリント・ブランド物などを中心に多く見かける。パネル柄はキャラクター物のみに存在し、前と後ろで別々のプリントがなされ、バック部分もしくはフロント部分に大きくキャラクターがプリントされたり、文字やロゴマークなどのワンポイントがプリントされたりしている。
男性器を出すための前開きは当初はボタンや金属フックを用いて閉じられていたが、その後、縫製技術が進歩したことでボタンやフックを用いることはなくなったり、ゴムの耐久性が増したことで前開きのない前閉じ型のトランクスも出現するようになった。また、トランクス状のステテコも存在する。
多くの場合は綿製であるが、ブリーフと同様に伸縮性のあるニットトランクスもあり、他にも化学繊維を使用したもの、高級なものでは絹製の商品もある。

### 形状
2種類の形があり、ジョギングパンツ型や短パン型（ボックス型、半ズボン型とも呼ばれる）に分けられる。

#### ジョギングパンツ型
丸みを帯びた形で、太股の部分に丸みを持ったスリット（切り込み）と、裾にラインがあるのが特徴のタイプである。（パネル柄の場合、柄とは別に単色が使用される。）
ほとんど、このジョギングパンツ型が流通しており、子供用のトランクスは一部を除いて大部分がこの形に統一されている。

#### 短パン型
その名の通り短パン（半ズボン）型をしており、四角くて角張った形を持つタイプである。
子供用にはあまり見られないが、成人用に多く使われている形で、多くは前方に排尿時などで男性器を出すための前開き穴があり、横と裾の部分にラインがない。子供用の多くは前閉じであるが、成人用ではジョギングパンツ型でも大半に前開き穴がある。

## 着用率
1990年代前半までは中学校から高校にかけて着用を始める例が多かったが、1990年代後半には幼児用のトランクスまで発売されるほど着用率は低年齢化した。
2005年頃までは着用率首位を占めていたが、その後はボクサーブリーフの人気が上回った。

## その他
1970年代に体育などで使用され、紺や青などのナイロン製でウエストゴムのショートパンツを「トランクス」と呼ぶこともあった。
トランクス型の「バミューダパンツ」と呼ばれるものもある。これはイギリス領バミューダ諸島で着用された膝丈のバミューダショーツに由来する。ただし、一般にバミューダパンツと呼ばれる衣類は、アウターウェアのため注意が必要である。
スポーツ用に機能性を重視して作られたものを、サポーター、スパッツ、あるいはスポーツトランクスと呼ぶ。

## 主なメーカー
- オグラン
- グンゼ
- バンダイ
- 荻原
- 西明
- 稲田布帛工業所
- (有)ＨＩＴ

## 主なブランド
日本ではデパート、スーパーマーケット、衣料品店、コンビニエンスストア、雑貨店などで容易に購入できる。
海外の高級ブランドの中にはボクサーブリーフ、ブリーフのみでトランクスを製造していない場合もある。
- GAP
- コンバース
- トミーヒルフィガー
- バーバリー 日本製は福助のライセンス製品と三陽商会のものが存在する。
- kappa
- B.V.D. コンビニでの取り扱いが多い。
- ポール・スミス
- 無印良品
- ユニクロ かつてはフリースとともに主力商品であった。

## 参考書籍
- 青木 英夫『下着の文化史』雄山閣出版、2000年。ISBN 4639017138。OCLC 48564262。
- 新穂栄蔵『ふんどしの話』JABB出版局、1990年。ISBN 4-915806-18-9。OCLC 22951887。(ISBN 978-4915806186)
- 越中文俊『男の粋!褌ものがたり』心交社、2000年。ISBN 4-88302-522-5。OCLC 54592745。(ISBN 978-4883025220)
- 米原万里『パンツの面目ふんどしの沽券』』筑摩書房、、2005年。ISBN 4-480-81639-9。OCLC 65186040。
- 林美一『時代風俗考証事典』河出書房新社、2001年1月。ISBN 4-309-22367-2。OCLC 54397654。
- 井上章一 『パンツが見える。--羞恥心の現代史』 朝日新聞社、2002年、ISBN 4-02-259800-X
- ワコール宣伝部 編『下着おもしろ雑学事典:実用版』講談社、1986年9月。ISBN 4-06-202559-0。OCLC 673259468。